# Grad Beli Manastir
Grad Beli Manastir är en stad i Kroatien.   Den ligger i länet Baranja, i den östra delen av landet, 210 km öster om huvudstaden Zagreb.